# 13788 Денсоландер
13788 Денсоландер (13788 Dansolander) — астероїд головного поясу, відкритий 18 жовтня 1998 року.
Тіссеранів параметр щодо Юпітера — 3,302.